# I'm Through with White Girls
I'm Through with White Girls is een Amerikaanse komische film uit 2007, geregisseerd door P.J. Pesce, met in de hoofdrollen Max Grodenchik en Anthony Montgomery.

## Verhaal
Jay Brooks is een zwarte Amerikaan die al veel relaties achter de rug heeft, allemaal met blanke vrouwen. Maar iedere keer wanneer de grond hem te heet wordt onder de voeten, of wanneer hij het idee heeft dat de vrouwen hem als "een Afro-Amerikaan" zien, en niet gewoon "als mens", gaat hij er als een haas vandoor. Daarom besluit hij op een dag dat hij af gaat kicken van blanke vrouwen, en op zoek moet naar een zwarte vrouw. Dat is echter niet zo makkelijk als het lijkt. Met zijn "blanke" hobby's en interesses is het moeilijk om aansluiting te vinden bij vrouwen "uit zijn eigen gemeenschap". Tot hij op een dag de succesvolle, maar onzekere schrijfster Catherine ontmoet, een Canadees-Afrikaanse die net als hij ook tussen twee werelden inhangt. Door hun overeenkomsten bloeit de relatie al snel op tot iets moois. Maar dan komt de dag waarop Jay zich indenkt dat de relatie nu wel héél serieus begint te worden en hij in paniek ook bij háár wegvlucht. Hij komt erachter dat het niet een kwestie van "ras" is, maar dat hij gewoon bang is om zich te binden. Met een beetje hulp van vrienden en familie besluit hij om toch de stap maar gewoon te wagen, en probeert hij uiteindelijk toch om Catherine weer voor zich te winnen.